# Ulvöhamn

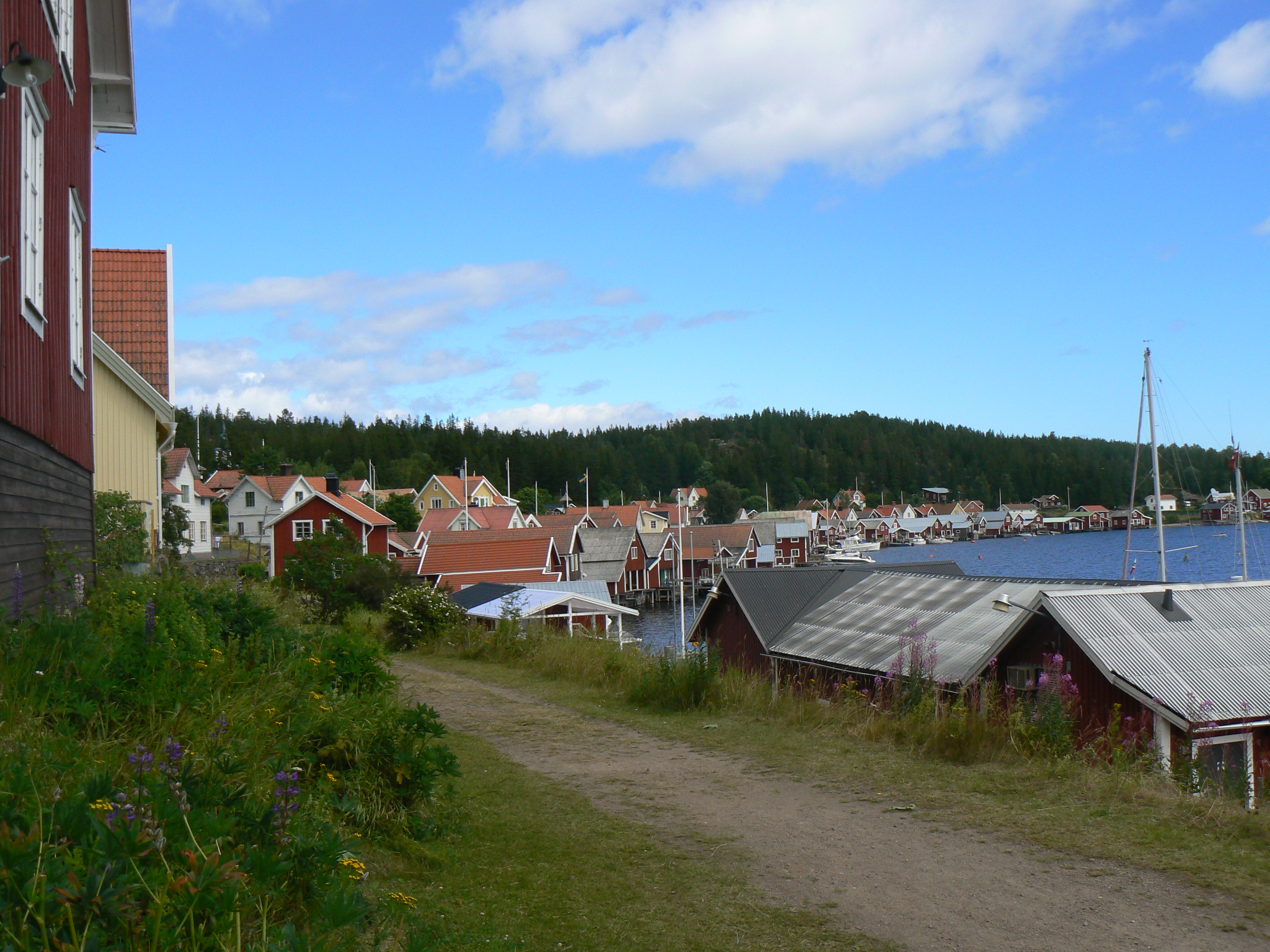
Ulvöhamn

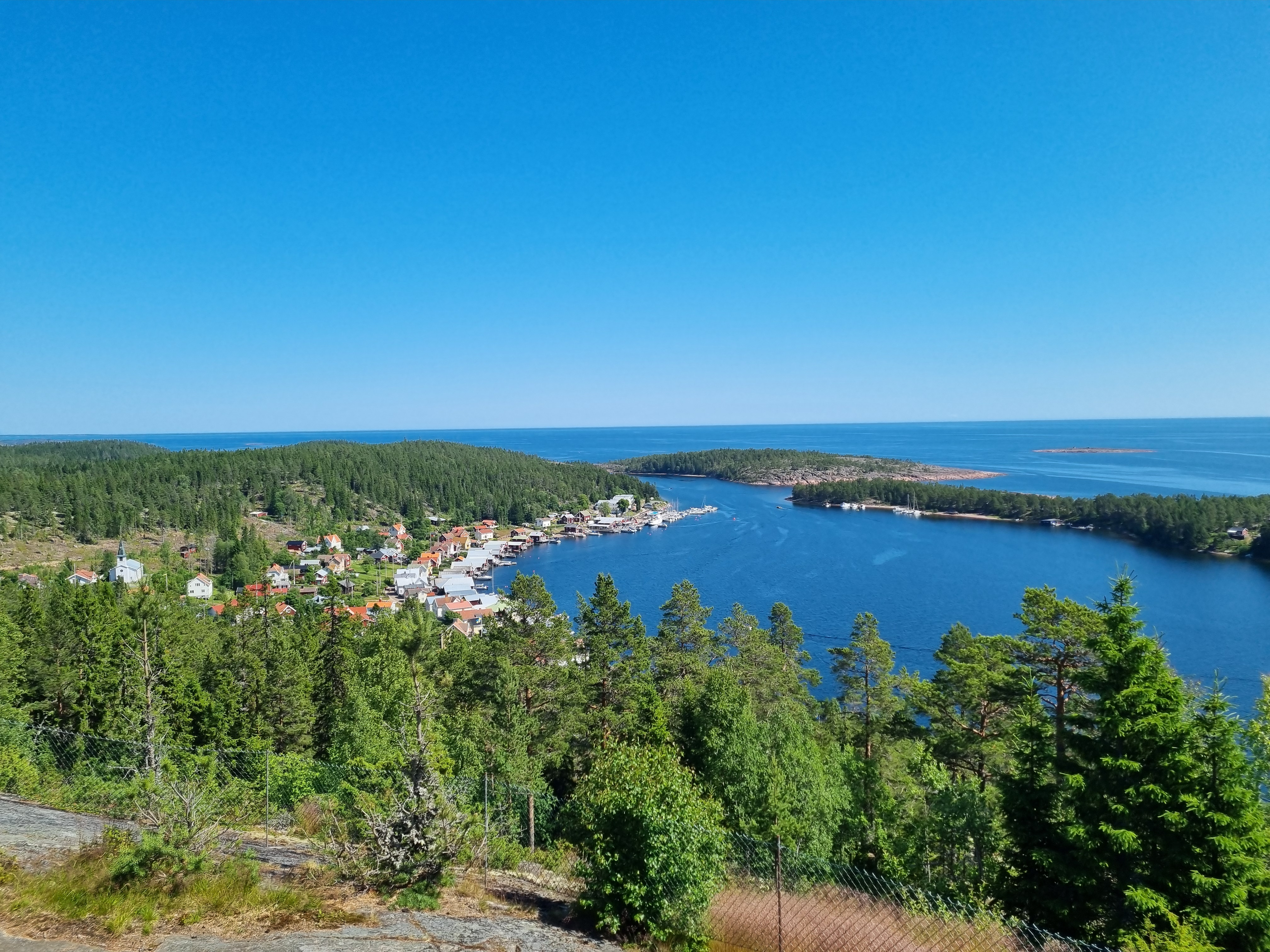
Utsikt från Lotsberget (75-80 m över havet) mot nordost över Ulvöhamn. Foto, juli 2025.

Ulvöhamn är ett fiskeläge på Norra Ulvön i Nätra distrikt (Nätra socken) i Örnsköldsviks kommun. 
Ulvöhamn ligger vid Ulvösundet och har genom tiderna haft stor produktion av surströmming. Här ligger även Ulvö kyrka och Ulvö gamla kapell.
Båtförbindelse med Ullånger, Docksta, Mjällomslandet och Köpmanholmen.